# Episodi di Voltron: Legendary Defender (quinta stagione)
La quinta stagione della serie d'animazione Voltron: Legendary Defender, composta questa volta da 6 episodi, è stata interamente pubblicata su Netflix il 2 marzo 2018. In Italia andrà in onda dal 10 ottobre 2018 su K2.
| N° (serie) | N° (stagione) | Titolo originale | Titolo italiano | Data in USA  | Data Italia     |
| ---------- | ------------- | ---------------- | --------------- | ------------ | --------------- |
| 40         | 01            | The Prisoner     | Il prigioniero  | 2 marzo 2018 | 10 ottobre 2018 |
| 41         | 02            | Blood Duel       | Sfida finale    | 2 marzo 2018 | 11 ottobre 2018 |
| 42         | 03            | Postmortem       | Olkarion        | 2 marzo 2018 | 12 ottobre 2018 |
| 43         | 04            | Kral Zera        | Kral Zera       | 2 marzo 2018 | 16 ottobre 2018 |
| 44         | 05            | Bloodlines       | La stirpe       | 2 marzo 2018 | 17 ottobre 2018 |
| 45         | 06            | White Lion       | Il leone bianco | 2 marzo 2018 | 18 ottobre 2018 |